# Mary Somerset, Duchess of Beaufort (1630–1715)

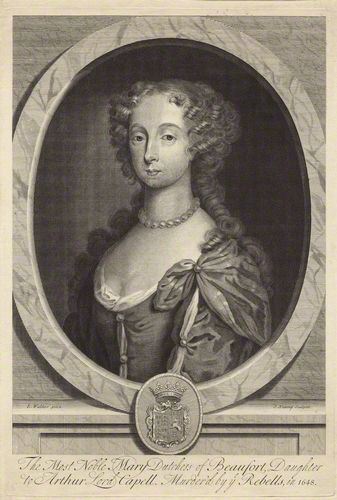
Mary, Duchess of Beaufort, Stich von Joseph Nutting nach einem Gemälde von Robert Walker.

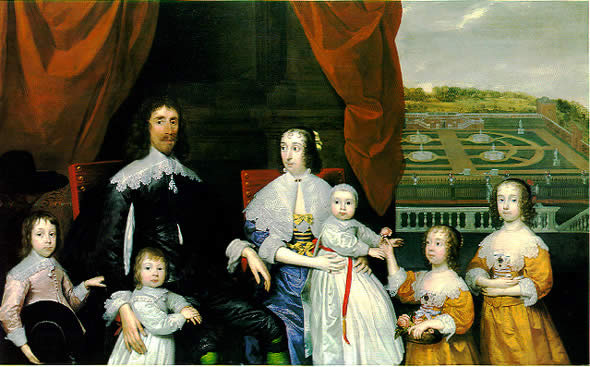
Cornelis Janssens van Ceulen: Familie Capell (1641), Mary ganz rechts

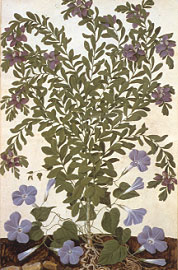
Everhard Kik: Kreuzblumen und Winden im Badminton florilegium (1705)

Mary Somerset, Duchess of Beaufort (geborene Capell, getauft am 16. Dezember 1630 in Hadham Parva, Little Hadham, East Hertfordshire; gestorben 7. Januar 1715 in Chelsea, Middlesex) war eine englische Adlige und Botanikerin.

## Familie
Mary Capell war eine Tochter des Arthur Capell, 1. Baron Capell of Hadham, aus dessen Ehe mit Elizabeth Morrison. Ihr ältester Bruder war Arthur Capell, 1. Earl of Essex.
Am 28. Juni 1648 heiratete sie Henry Seymour, Lord Beauchamp (um 1626–1654), Sohn und Erbe des William Seymour, 2. Duke of Somerset. Ihr Gatte wurde während des Commonwealth of England als Royalist eingesperrt und starb 1654 im Tower of London. Sie hatten einen Sohn und eine Tochter:
- William Seymour, 3. Duke of Somerset († 1671);
- Lady Elizabeth Seymour (um 1655–1697) ⚭ Thomas Bruce, 3. Earl of Elgin.

Am 17. August 1657 heiratete sie in zweiter Ehe Henry Somerset, 3. Marquess of Worcester (1629–1700), der 1682 zum Duke of Beaufort erhoben wurde. Mit ihm hatte sie drei Söhne und vier Töchter:
- Henry Somerset, Lord Herbert († jung);
- Charles Somerset, Marquess of Worcester (1660–1698), ⚭ 1682 Rebecca Child, Tochter des Sir Josiah Child, 1. Baronet;
- Lord Arthur Somerset (* 1663), ⚭ Mary Russell, Tochter des Sir William Russell, 1. Baronet;
- Lady Mary Somerset (1664–1733), ⚭ 1685 James Butler, 2. Duke of Ormonde;
- Lady Henrietta Somerset (um 1670–1715), ⚭ (1) 1685 Henry Horatio O’Brien, Lord Ibrackan, ⚭ (2) 1685 Henry Howard, 6. Earl of Suffolk;
- Lady Anne Somerset (1673–1763), ⚭ 1686 Thomas Coventry, 2. Earl of Coventry;
- Tochter (* um 1663, † jung).

Mary Somerset starb 1715 und wurde in der „St Michael and All Angels Church“ am Familiensitz ihres zweiten Gatten in Badminton bestattet.

## Botanik
Mit 52 Jahren erwarb sie „Beaufort House“ in Chelsea in Nachbarschaft zum Arzt Hans Sloane und widmete sich der Gestaltung des Gartens dort und am Badminton House. In Badminton Gardens, dessen Grund sich auf 52.000 Acres erstreckte, ließ sie ein 100 Fuß langes Gewächshaus („Tropical stove“) bauen, nach einer Bauweise die John Evelyn acht Jahre zuvor in England eingeführt hatte. Für die Anlage und Pflege der Gärten bedurfte es einer großen Anzahl an Arbeitskräften, die sie mit strenger Hand dirigierte, die weiblichen Arbeitskräfte erhielten die Hälfte der Bezahlung der Männer. Gleichwohl setzte sie eine Frau für die Leitung des Gewächshauses ein, das fortan das Zentrum ihrer botanischen Versuche bildete.
Sie ließ zeitweise den Landschaftsarchitekten George London und den Botaniker Leonard Plukenet für sich arbeiten. Im Jahr 1702 beschäftigte sie William Sherard als Hauslehrer für einen Enkelsohn, und Sherard vermehrte ihre Sammlung und den Pflanzenbestand ihrer Gärten und führte sie in die Taxonomie ein. Ihr seit den 1690er Jahren angelegtes Herbarium wurde nun nach wissenschaftlichen Prinzipien geordnet und umfasste bei ihrem Tod zwölf Bände. Das Herbarium vererbte sie an Sloane, und es ging von ihm an das Natural History Museum in London, das es heute als ein Beispiel aus der Frühzeit der wissenschaftlichen Botanik zeigt.
Daneben ließ sie Everhard Kick die Blätter für das „Badminton florilegium“ anlegen, ein zweibändiges Sammelwerk mit Pflanzenaquarellen und -zeichnungen Kicks und anderer Künstler, der erste Band entstand zwischen 1703 und 1705.
Die Gattung der 1812 in Australien beschriebenen Beaufortia wurde nach ihr benannt.